# Closterium macilentum
Closterium macilentum  là một loài Song tinh tảo trong họ Desmidiaceae, thuộc chi Closterium.